# 해리 스탠디조프스키

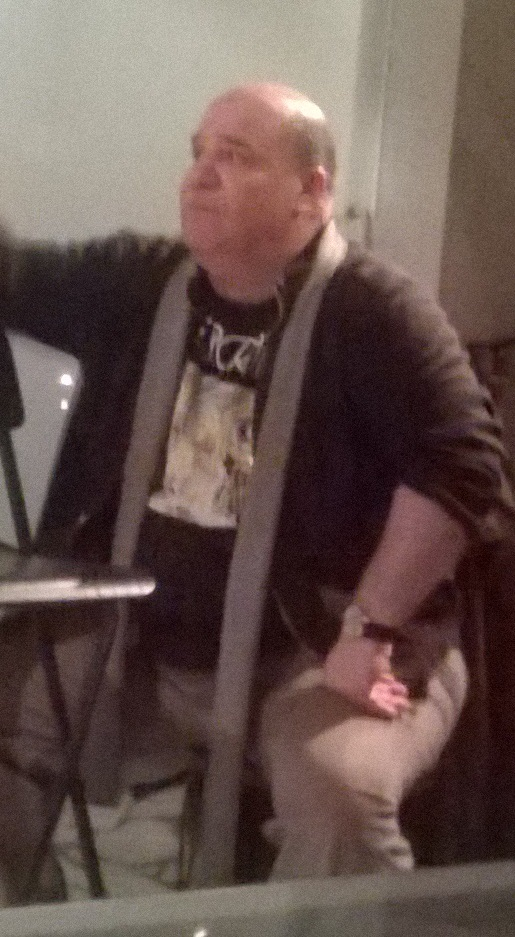

해리 스탠디조프스키(Harry Standjofski, 1959년 5월 22일 ~ )는 캐나다의 배우, 극작가이다.
몬트리올에서 태어났다.

## 영화
- 목소리 (2015년)
- 스피벳:천재 발명가의 기묘한 여행 (2013년) - 경찰 역
- 어 센티멘탈 캐피탈리즘 (2008년)
- 더럼 카운티 (2007년)
- 가이 X (2005년)
- 에비에이터 (2004년)
- 프로텍션 (2001년)
- 바넘 (1999년)
- 슬립프 룸 (1998년)
- 히로시마 (1995년)
- 워리어스 (1994년)
- 미세스 파커 (1994년)
- 이웃 (1993년)